# Юрловка (Ульяновская область)
Юрловка — село в Базарносызганском районе Ульяновской области. Входит в состав Папузинского сельского поселения.

## География
Населённый пункт расположен на реке Эмбелейка в 12 километрах к югу от рабочего посёлка Базарный Сызган — административного центра района. Расстояние до Ульяновска — 129 километров.

### Часовой пояс
Юрловка, как и вся Ульяновская область, находится в часовой зоне МСК+1. Смещение применяемого времени относительно UTC составляет +4:00.

## История
Село основано в начале XVIII века.
С постройкой церкви село получило второе название — Архангельское.
В 1780 году, при создании Симбирского наместничества, село Архангельское Енбелево Юрловка тож, при речке Енбелеве, помещичьих крестьян, однодворцев, владеленных черкас, вошло в состав Канадейского уезда. С 1796 года — Карсунском уезде Симбирской губернии.
В 1859 году село Юрловка, владенческое и однодворцев, входила в 1-й стан Карсунского уезда Симбирской губернии, в котором в 88 дворах жило: 293 мужчины и 305 женщин, имелись: две церкви и  почтовая станция.
Земская школа открыта в 1864 году. 
В 1882 году прихожанами был построен деревянный храм. Престолов в нем три: главный — во имя Архистратига Божия Михаила и в приделах: в правом — в честь Грузинской иконы Божией Матери и в левом — во имя Святителя и Чудотворца Николая.   
В 1930 году организован колхоз «Политотделец».
В 1959 году из села выделилась деревня Однодворцы став самостоятельным селением.
В 1960 году колхоз стал отделением № 8 совхоза «Пролетарский», но в 1963 году совхоз «Пролетарский» распался на 3 самостоятельных хозяйства, село вошло во 2-е отделение совхоза «Юрловский» с центральной усадьбой в с. Папузы.
В 1970 году в с. Юрловка был открыт новый Дом культуры.
В 1986 году совхоз реорганизован: из двух отделений прежнего совхоза был организован совхоз с центральной усадьбой в с. Юрловка.
С 1987 года началось строительство. За короткое время были построены: современное двухэтажное здание школы-детсада, общественная баня, фельдшерский пункт, дом животноводов, АТС с почтовым отделением, комплексный приёмный пункт с библиотекой в одном здании, пекарня, реконструирован Дом Культуры, несколько коттеджей с одной и двумя квартирами с надворными постройками, два дома для одиноких престарелых, проложен водопровод, дороги на улицах покрылись асфальтом, построили новый мост через речку. Асфальтированная дорога соединила село с райцентрами Базарный Сызган, Инза и Барыш.
1992г – Совхоз «Юрловский» преобразован в СПК «Юрловский», с 1996 г. – СПК «Юрловский».
До 2005 года являлось административным центром ныне упразднённого  Юрловского сельсовета.

## Население
| 2010 |
| ---- |
| 356  |

В 1780 году — 265 человек. 
Согласно переписи 1859 года, в селе было 88 дворов, проживало 598 человек. 
В 1913 году — 170 дворов, 1019 жителей.  
В 1963 году 205 дворах жило более 1300 жителей. 
Население села в 1996 году — 412 человек.

## Известные уроженцы
- Антошкин Александр Григорьевич — российский дипломат, заместитель директора Департамента информационного обеспечения МИД РФ (2013—2017), лауреат Государственной премии Российской Федерации.

## Инфраструктура
Село разделено на пять улиц: Дворянская, Заречная, Молодёжная, Нагорная, Центральная и два переулка: Дворянский, Советский. 

## Достопримечательности
- Родник, святой источник Грузинской иконы Божией Матери село Юрловка[15].
- Обелиск Славы (1970 г.)[16].